# HD 86081 b
HD 86081 b는 육분의자리 방향으로 지구로부터 약 297광년 떨어져 있는 F형 항성 HD 86081를 돌고 있는 외계 행성이다. b는 항성에 매우 가까이 붙어 있는데, 1회 공전에 걸리는 시간은 2.1375일에 불과하다. 조석적으로 항성의 영향을 강하게 받은 탓에 궤도는 거의 원에 가까운데, 구체적으로 이심률은 0.008이다.

## 같이 보기
- HD 33283 b
- HD 224693 b

## 참고 문헌
- (영어) Johnson 연구진 (2006). “The N2K Consortium. VI. Doppler Shifts without Templates and Three New Short-Period Planets”. 《The Astrophysical Journal》 647 (1): 600–611. doi:10.1086/505173.